# Eukoenenia igrejinha
Espèce
Eukoenenia igrejinha est une espèce de palpigrades de la famille des Eukoeneniidae.

## Distribution
Cette espèce est endémique du Minas Gerais au Brésil. Elle se rencontre à Ouro Preto dans la grotte Gruta da Igrejinha.

## Description
Le mâle holotype mesure 935 µm et la femelle paratype 1 110 µm.

## Étymologie
Son nom d'espèce lui a été donné en référence au lieu de sa découverte, la grotte Gruta da Igrejinha.

## Publication originale
- Souza & Ferreira, 2019 : « Eukoenenia igrejinha (Palpigradi: Eukoeneniidae), a new cave-dwelling palpigrade from southeastern Brazil. » The Journal of Arachnology, vol. 47, no 3, p. 360-369 (texte intégral).